# Мнюто 2

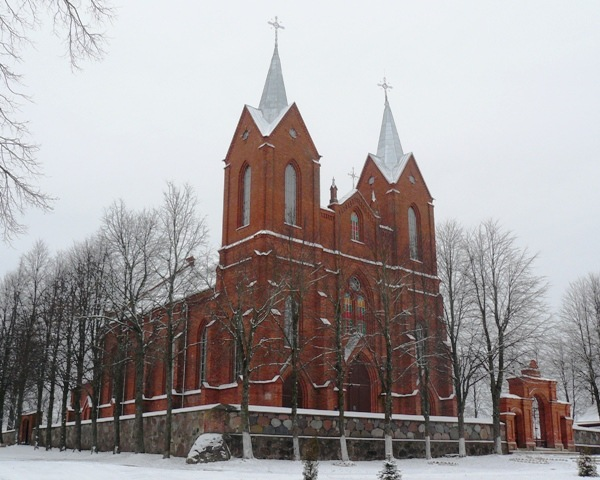
Католический храм

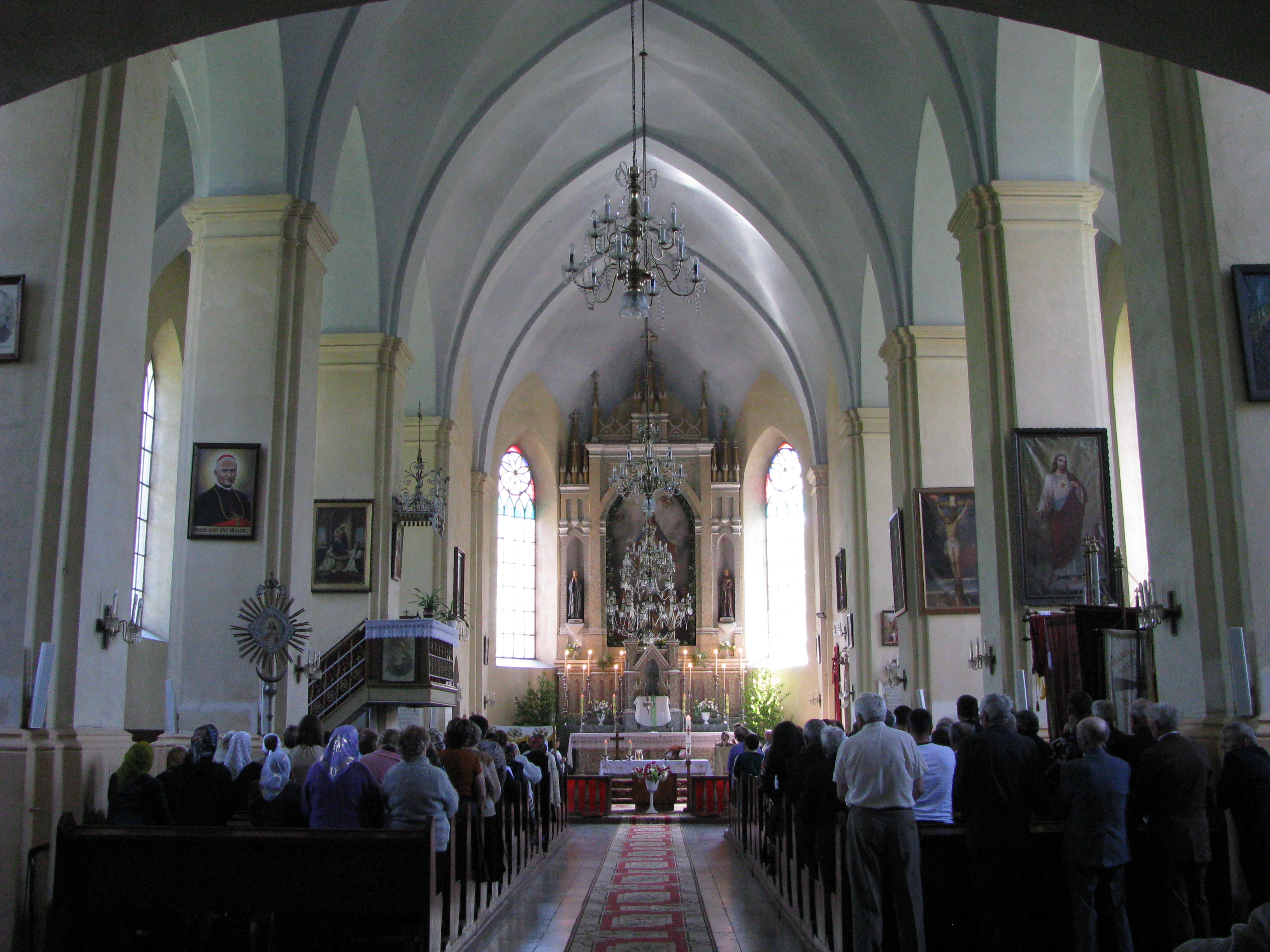
Интерьер храма

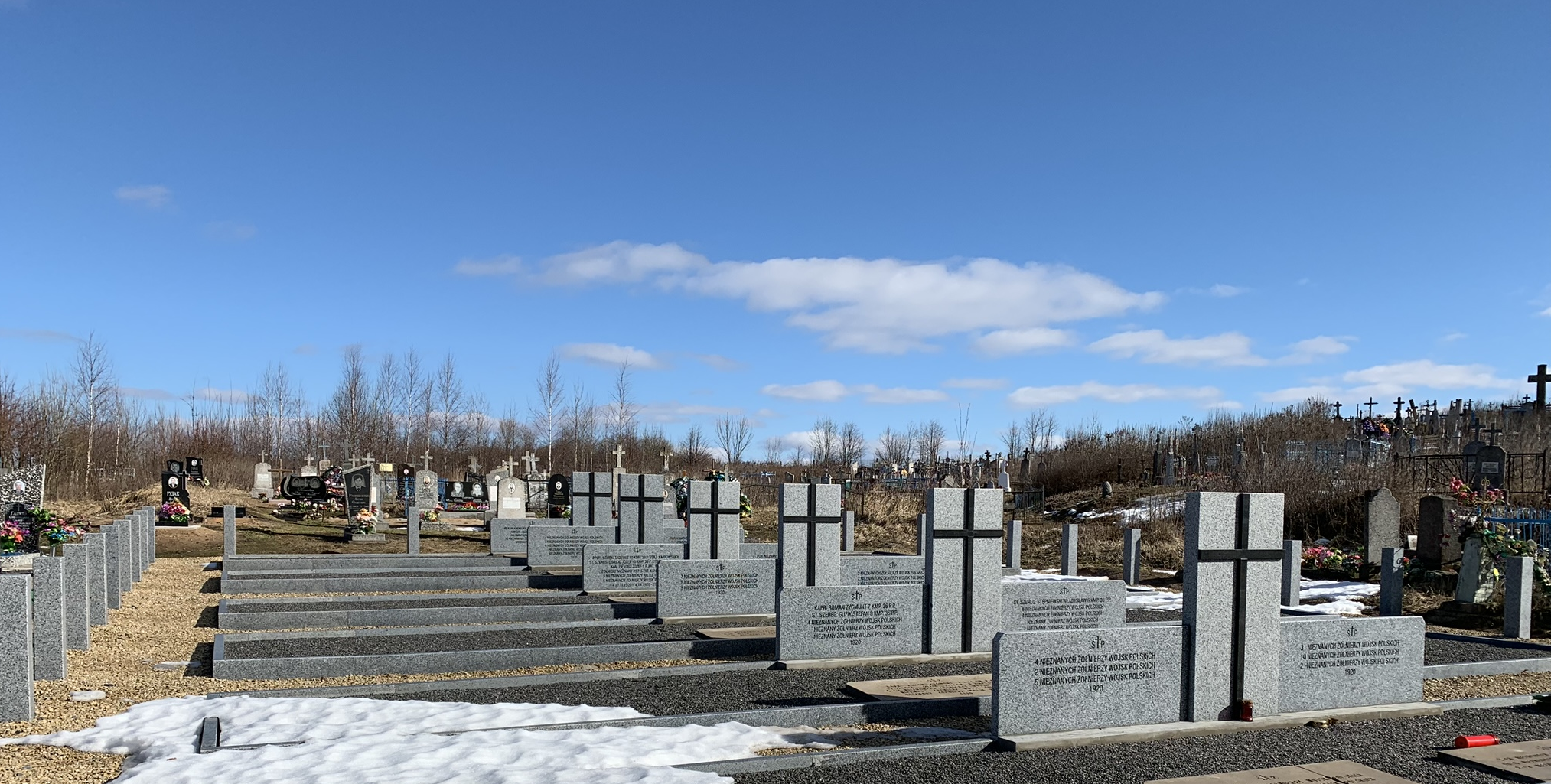
Пахаванні польскіх жаўнераў вайны 1919—1921 гг.

Мнюто 2 (бел. Мнюта 2) — деревня в Глубокском районе Витебской области Белоруссии, в Плисском сельсовете. Население — 76 человек (2019).

## География
Деревня находится в 20 км к северо-востоку от райцентра, города Глубокое на восточном берегу озера Мнюто. Рядом с деревней находится ещё целый ряд небольших деревень, Усово, Задорожье и другие. Деревня связана местными дорогами с окрестными населёнными пунктами. Ближайшая ж/д станция Подсвилье находится в 10 км к югу от деревни (линия Полоцк — Молодечно).

## История
В 1921—1945 годах деревня в составе гмины Плиса Виленского воеводства Польской Республики.

## Население
- 1921 год — 62  жителей, 7 домов[3]
- 1931 год — 47  жителей, 4 дома[4]

## Достопримечательности
- Католический храм св. Девы Марии. Построен в 1910 году в неоготическом стиле. Де-факто, храм расположен на северной окраине деревни Мнюто 2, но многими источниками относится к соседнему Задорожью[5][6]. Прихожанами храма являются католики из множества окрестных деревень, не только из Задорожья и Мнюто 2.
- Усадьбно-парковый комплекс Перковских. Деревянный усадебный дом начала XX века ныне используется под жильё. Помимо него от усадьбы сохранились амбар, конюшня и фрагменты парка
- Захоронения жертв польско-советской войны 1919-1920 гг.